# Deutsche Partei (Jugoslawien)
Die Deutsche Partei (serbokroatisch: Nemačka Stranka, wurde auch Partei der Deutschen bzw. Partei der Deutschen im Königreich der Serben, Kroaten und Slowenen genannt) war eine in den Jahren 1922 bis 1929 im Königreich der Serben, Kroaten und Slowenen existierende und ab 1923 im Parlament vertretene Partei, die sich als Vertretung der deutschen Minderheit, insbesondere in der Vojvodina, verstand.
Landesobmann der Partei war Ludwig Kremling (1861–1930), der in den Jahren 1907–1918 (als sein Geburtsort Bela Crkva noch zu Österreich-Ungarn gehörte) die Position des Vorsitzenden der Ungarländischen Deutschen Volkspartei bekleidete. Geschäftsführender Parteiobmann war Stefan Kraft (1884–1959).
Von dem Verbot aller nationalitätsspezifischen Parteien im Jahre 1929 war auch die Deutsche Partei betroffen.

## Wahlerfolge bei den Wahlen zum jugoslawischen Bundesparlament
- 1923: 43.007 Stimmen, 8 Mandate
- 1925: 45.172 Stimmen, 5 Mandate
- 1927: 48.032 Stimmen, 6 Mandate